# 10e cérémonie des African-American Film Critics Association Awards
La 10e cérémonie des African-American Film Critics Association Awards (AAFCA Awards), décernés par l'African-American Film Critics Association, a lieu le 17 décembre 2012 et récompense les films sortis en 2012,.

## Palmarès

### Top 10
1. Zero Dark Thirty
2. Argo
3. Lincoln
4. Middle of Nowhere
5. L'Odyssée de Pi (Life Of Pi)
6. Les Misérables
7. Django Unchained
8. Les Bêtes du sud sauvage (Beasts of the Southern Wild)
9. Moonrise Kingdom
10. Think Like a Man

### Catégories
- Meilleur film :
  - Zero Dark Thirty

- Meilleur réalisateur :
  - Ben Affleck pour Argo

- Meilleur acteur :
  - Denzel Washington pour le rôle de Whip Whitaker dans Flight

- Meilleure actrice :
  - Emayatzy Corinealdi pour le rôle de Ruby dans Middle of Nowhere

- Meilleur acteur dans un second rôle :
  - Nate Parker pour le rôle de Jimmy Grant dans Arbitrage

- Meilleure actrice dans un second rôle :
  - Sally Field pour le rôle de Mary Todd Lincoln dans Lincoln

- Révélation de l'année :
  - Quvenzhané Wallis pour le rôle d'Hushpuppy dans Les Bêtes du sud sauvage (Beasts of the Southern Wild)

- Meilleur scénario :
  - Middle of Nowhere – Ava DuVernay

- Meilleure musique de film :
  - Middle of Nowhere – Kathryn Bostic et Morgan Rhodes

- Meilleur film indépendant :
  - Middle of Nowhere

- Meilleur film en langue étrangère :
  - Intouchables •  France

- Meilleur film d'animation :
  - Les Cinq Légendes (Rise Of The Guardians)

- Meilleur film documentaire : (ex æquo)
  - The House I Live In
  - Versailles '73: American Runway Revolution

- Special Achievement Awards :
  - Cicely Tyson
  - Billy Dee Williams